# Stirling (Familienname)
Stirling ist ein ursprünglich schottischer Familienname.

## Herkunft und Bedeutung
Stirling ist ein Herkunftsname, der sich von der schottischen Stadt Stirling ableitet.

## Namensträger
- Alexander Stirling (1927–2014), britischer Diplomat
- Anton Stirling (1926–2011), österreichischer Priester
- Ben Stirling (* 1998), schottischer Fußballspieler
- David Stirling (1915–1990), britischer Bergsteiger und Offizier
- David Stirling (Polospieler) (* 1981), uruguayischer Polospieler
- Edward Charles Stirling (1848–1919), australischer Anthropologe und Naturforscher
- Guillermo Stirling (Guillermo Eduardo Stirling Soto; * 1937), uruguayischer Rechtsanwalt und Politiker
- James Stirling (Mathematiker) (1692–1770), schottischer Mathematiker
- James Stirling (Marineoffizier) (1791–1865), britischer Marineoffizier und Kolonialverwalter
- James Stirling (Ingenieur, 1800) (1800–1876), schottischer Ingenieur und Erfinder
- James Stirling (Ingenieur, 1835) (1835–1917), schottischer Eisenbahningenieur
- James Stirling (Architekt) (1926–1992), britischer Architekt
- James Hutchison Stirling (1820–1909), schottischer Philosoph
- Jane Stirling (1804–1859), schottische Pianistin
- Joe Stirling (eigentlich Günter Stern; 1924–2020), deutsch-britischer Unternehmer und Politiker (Labour Party)
- Kedar Williams-Stirling (* 1994), australischer Schauspieler
- Lancelot Stirling (1849–1932), australischer Politiker
- Linda Stirling (1921–1997), US-amerikanische Schauspielerin, Showgirl und Model
- Lindsey Stirling (* 1986), US-amerikanische Violinistin
- Matthew Williams Stirling (1896–1975), US-amerikanischer Ethnologe
- Paul Stirling (* 1990), britischer Cricketspieler
- Rachael Stirling (* 1977), britische Schauspielerin
- Robbie Stirling (eigentlich David Stirling; * 1960), kanadischer Unternehmer und Automobilrennfahrer
- Robert Stirling (1790–1878), schottischer Geistlicher und Erfinder
- Rosemary Stirling (* 1947), britische Leichtathletin
- S. M. Stirling (Stephen Michael Stirling; * 1953), kanadisch-US-amerikanischer Schriftsteller
- Steve Stirling (* 1949), kanadischer Eishockeytrainer
- Wilhelmina Stirling (1865–1965), britische Autorin und Sammlerin
- William Stirling (Architekt) (William Stirling I; 1772–1838), britischer Architekt
- William Stirling (Mediziner) (Billy Stirling; 1851–1932), britischer Mediziner
- William Stirling-Hamilton, 10. Baronet (1830–1913), britischer General
- William Stirling-Maxwell (1818–1878), britischer Adliger, Politiker, Kunsthistoriker, Historiker und Sammler
- William Gurdon Stirling (1907–1973), britischer General
- Yates Stirling junior (1872–1948), US-amerikanischer Marineadmiral